# 縄跳び

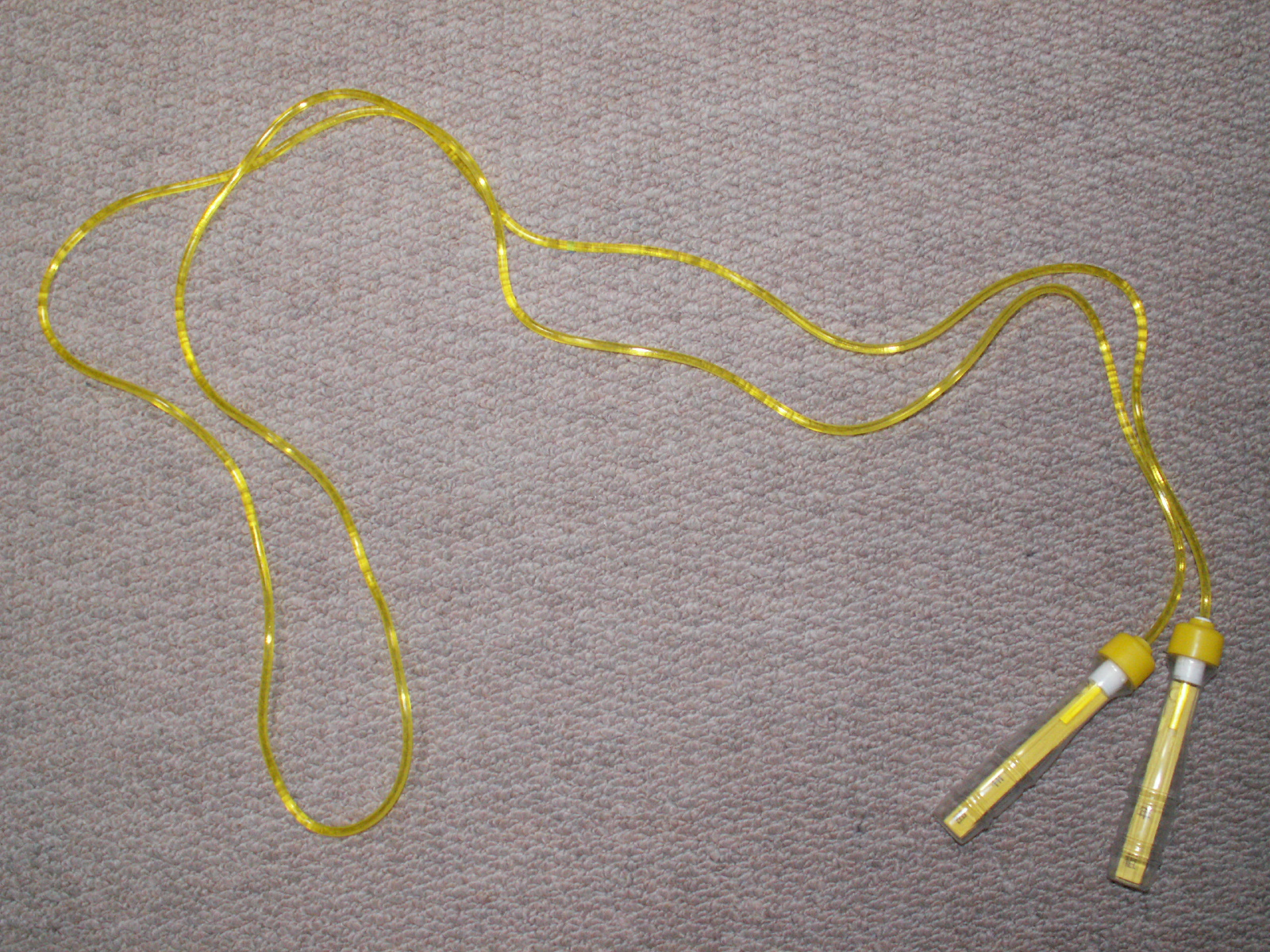
子供用のビニール跳び縄

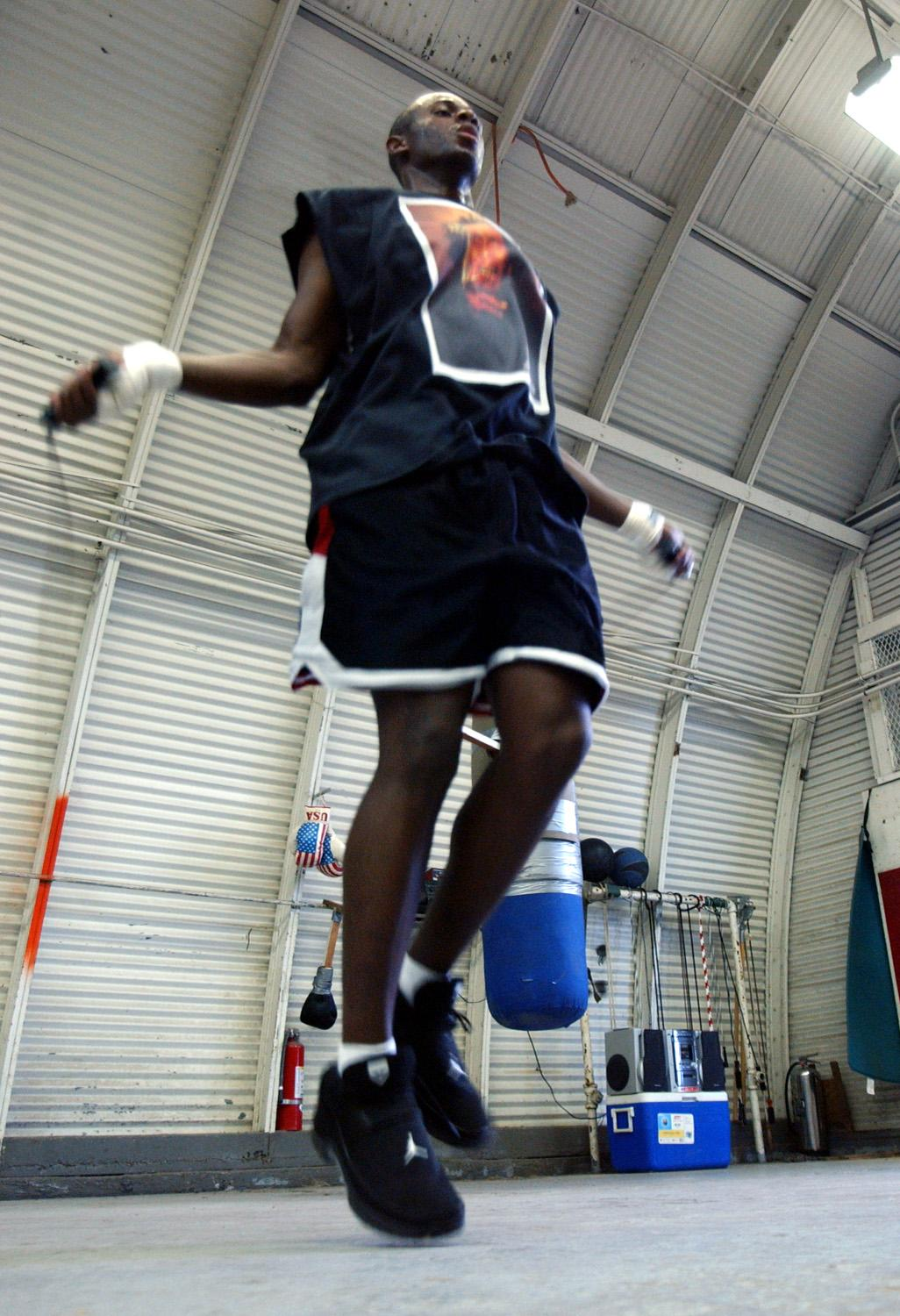
ボクシングのトレーニングでは手首の鍛錬とリズム感を養うため、短縄跳びをすることがある。

縄跳び（なわとび）は、自らあるいは他人の回す縄が地上付近を通過する際に飛び越していく遊び。また、そのための縄（跳び縄あるいはジャンプロープともいう）。今日ではスポーツ性の高いものもある。縄跳びには、跳んだ回数や一跳びの間に縄を回した回数を競う場合と、跳び方の難易度を競う場合がある。
縄の長さで短縄跳びと長縄跳び（大縄跳び）の2つに分けられる。

## 歴史
近代日本での縄跳びの歴史は1878年に体操伝習所（現在の筑波大学）へドイツから教師を呼び、導入したのが始まりだとも言われる。

## 短縄跳び
短縄跳びは一人、あるいは二人で跳ぶ。跳び方には下記のように様々な種類がある。縄跳びを回す向きは、前回しと後ろ回しがある。ダブルダッチと区別するために単縄跳びと表記することもある（短縄跳びは長縄跳びとの区別）。
また、跳び方の呼称は時代や地域によって異なる場合があるため注意を要する。
平跳び
跳び縄を一回転させて跳ぶ。
駆け足跳び
駆けながら跳ぶ。
片足跳び
片足で跳ぶ。
交差跳び
腕を前で交差して跳ぶ。
背面交差跳び
腕を後ろで交差して跳ぶ。
前後交差跳び
片腕は前、片腕は後ろという具合に、両腕で胴体を前後から挟むようにして飛ぶ。
続ける場合は左右の腕の方向を変えながら交互に跳ぶことになるが、その際に必ず側振を挟む形になるため、側振前後交差跳びと呼ぶ場合もある。言い換えればサイドクロスに似た技であり、クロス時に片腕を身体の後ろに回したものに相当する。
綾跳び
交差跳びと平跳びを交互に繰り返す。
サイドクロス（側振綾跳び、側振交差跳び）
回転する縄をいったん体の右や左にスルーさせ（側振）、次の回旋で交差跳びをする。側振の方向を左右に変えながら、これを繰り返す。
じゃんけん跳び
足をグー、チョキ、パーにしてこの順で繰り返して跳ぶ。
横ふり跳び
足を左右に出して跳ぶ。
ヒール&トゥ（振り足跳び）
片方の足で2回ずつ跳ぶ。その間にもう一方の足を前後に振るため、歩くような動作となる。
おしり跳び
縄を折り畳み、腰にかけた状態でおしりで跳ぶ。
二重跳び
跳躍中に跳び縄を二回転させる。さらに、回転数を増やして三重跳び、四重跳び、五重跳びとすることができる。なおギネス世界記録は8重跳びで、日本人の日高煌人が2023年に達成した。
はやぶさ（綾二重跳び、速綾（そくあや）跳び）
綾跳びの体制で二重跳びをする。「交→順」または「順→交」の2種類のバリエーションが存在する。
つばめ(交差二重跳び)
交差跳びの体制で二重跳びをする。
たか跳び
二重跳びと交差二重跳びを交互に繰り返す。
トード（Toad）
駆け足跳びのようにして片足を上げた際に、背中を丸め、上がっている片足の下に片腕を通して跳ぶ。要するに、股の下で腕をクロスさせる交差跳びのような跳び方である。
国際大会などの本格的な縄跳びにおける最も基本的な跳び方であり、フリースタイル種目で様々な技を繰り出すための重要な起点技となっている。

### サイドクロスのバリエーション
サイドクロスの体制での二重跳びの類には、いくつかの解釈がある。
速側振綾跳び
難易度の低いサイドクロス（側振綾跳び）では、側振と交差跳びのそれぞれで跳躍を行うため、1セットで2跳躍（左右で4跳躍）を行う。しかし側振の段階では縄が足に引っ掛かる心配が無いため、側振と交差跳びの、合わせて2回旋を1跳躍（左右で2跳躍）で済ませる跳び方もある。この場合は速側振綾跳びとも呼称され、縄を回すタイミングとしては二重跳びのカテゴリとなる。
側振交差二回旋、側振交差二重跳び
サイドクロスにおける側振で1跳躍し、交差の段階の1跳躍で交差二重跳びを行い、これらを交互に繰り返す。縄を回すタイミングとしては1重跳びと2重跳びを交互に繰り返す形となる。
速側振交差二回旋、速側振交差二重跳び
速側振綾跳びにおける交差跳びの段階で交差二重跳びを行うことにより、側振と合わせて3回旋を1跳躍で行う。縄を回すタイミングとしては三重跳びのカテゴリに入るが、側振の段階では縄を足に引っ掛ける心配は無いため二重跳びの類とも解釈できる。
速側振速綾跳び
速側振綾跳びにおける側振の後の交差跳びの段階で文字通り（交→順の）はやぶさ（速綾）跳びを行うというもの。縄を回すタイミングとしては三重跳びのカテゴリに入るが、やはり側振の段階では縄を足に引っ掛ける心配は無いため二重跳びの類とも解釈できる。
両速側振綾跳び
サイドクロスの左右1セット、すなわち右（左）側振→交差跳び→左（右）側振→交差跳びを、まとめて1跳躍で行う。1跳躍の間に足の下を縄が通過する回数は2回だが、縄を回すタイミングとしては四重跳びのカテゴリに入る高度な技。

## 長縄跳び

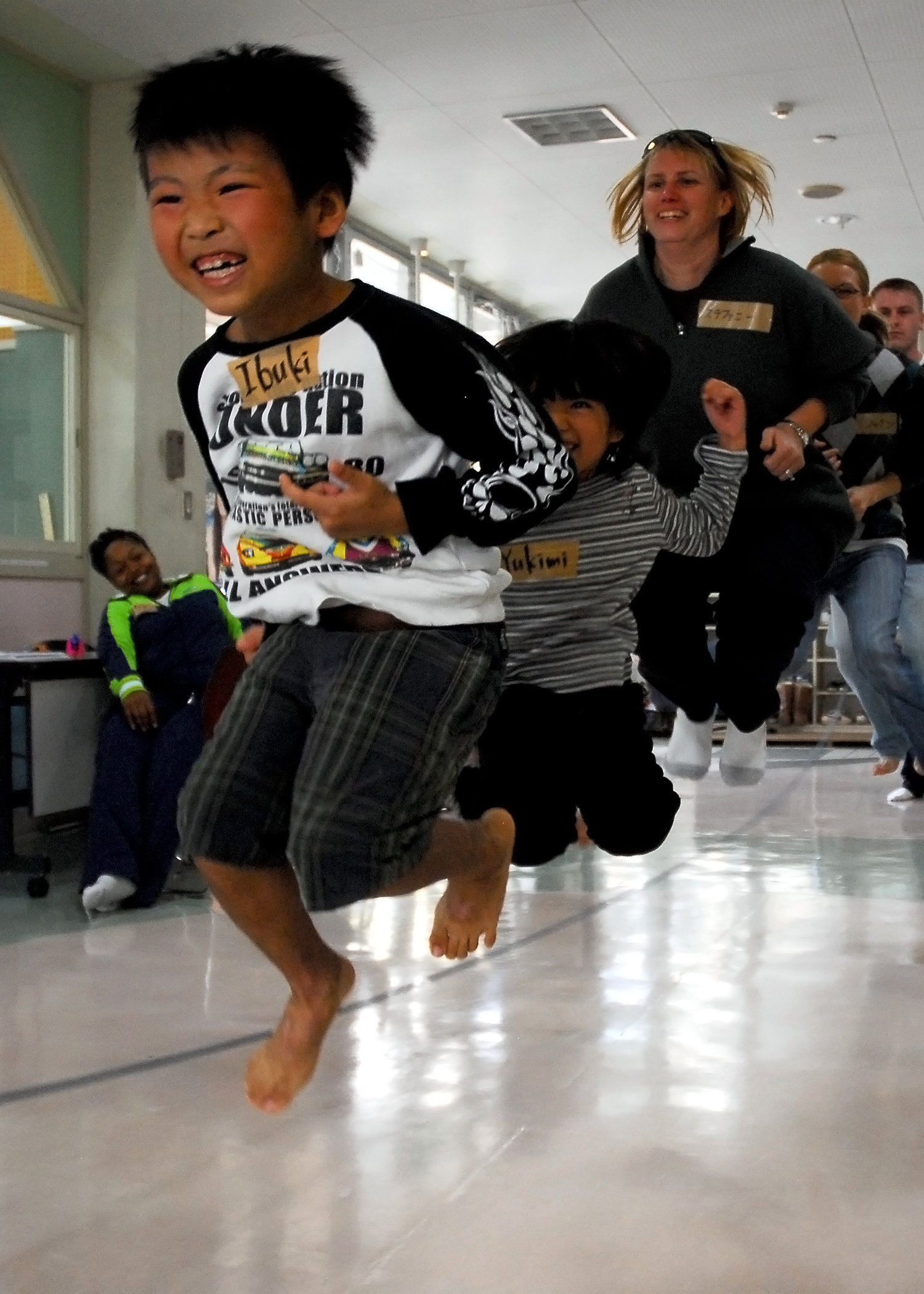
長縄跳び

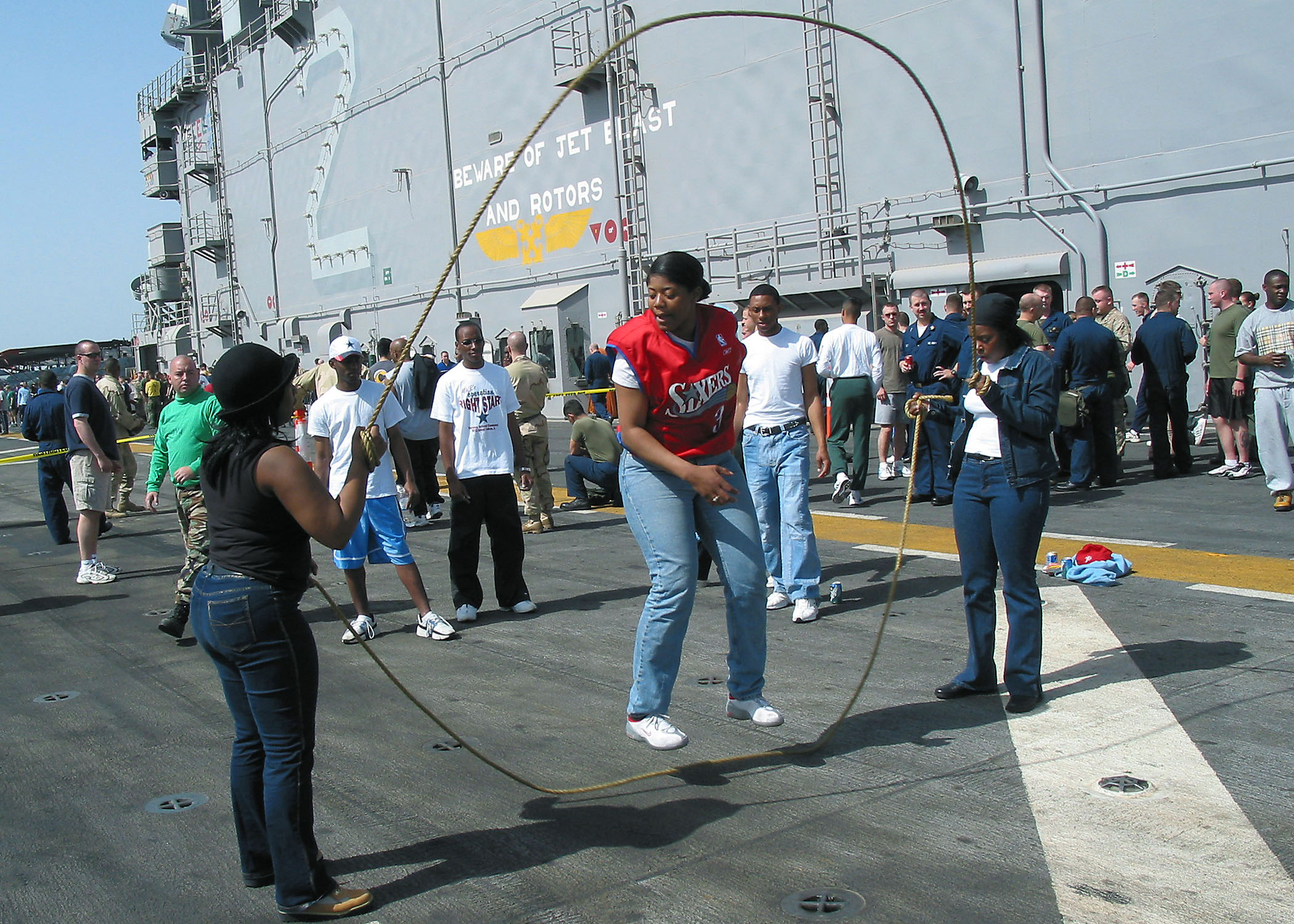
ダブルダッチ

### 概要
長縄跳びは6mから8m程度のロープを用いて、ロープを振揺・回旋させて地表近くを通過するときにこれを跳ぶもの。大縄跳びとも呼ぶ。
難易度には高低があり長縄跳びには次のようなものがある。
- 地表近くを振揺させてこれを跳ぶもの[6]
- 回旋するロープの下を潜り抜けるもの[6]
- 回旋するロープの中で各種の跳び方を行うもの[6]

腕立てや逆立ちをしながら跳ぶ人もいる。
- 長縄の中で短縄と重複して跳ぶもの[6]
- 長縄2本もしくは3本を回旋させてその中を跳ぶもの[6]

### ダブルダッチ
ダブルダッチ（Double Dutch）は、2本の縄を使って跳ぶ縄跳び。向かい合ったターナーと呼ばれる二人の回し手が2本の縄を内側に回し、その中でジャンパーが技を交えながら跳ぶ。
17世紀にニューアムステルダムに入植したオランダ人によってアメリカに伝えられ、1973年に本格的なルールが制定された。競技種目には、「規定」「スピード」「フリースタイル」「フュージョン」の4種類がある。
日本では1996年にNPO法人日本ダブルダッチ協会が発足。愛好者は5万人を数える。2008年の世界ニューヨーク大会において、日本体育大学や日本大学が優勝した。
2007年1月15日には、アメリカの祝日、マーティン・ルーサー・キング・ジュニアデーを記念し、Googleのホームページのロゴが黒人と白人の子供がダブルダッチをして遊ぶデザインとなった（画像）。

### 8の字
跳ぶ人が8の字のように移動することからその名がついた。飛ぶときは、普通長縄と同じであり、移動するときは、以下の図のようになる。
上から見た図(●…縄を回す人　┃…縄　↑↓←→…飛ぶ人の移動方向)
```
　 →→→↓
  ↑ ●  ↓
  ↑ ┃　↓
   ←┃←←
　↓ ┃　↑
　↓ ●　↑
　 →→→↑

```

## スポーツトレーニング
ボクシングや格闘技では、フットワークを養成する為に縄跳びをすることが多い。練習前のアップ、練習後のクールダウンとして使われる。変化をつけるために速く跳んだり、ダッシュすることもある。
ムエタイ、キックボクシングの練習では、「タイロープ」と呼ばれる、タイ王国で一般的な太く重いビニールチューブ製の縄を使用することがある。